# Đèo Keo Nưa
Đèo Keo Nưa hay đèo Kẹo Nưa là đèo trên biên giới ở quốc lộ 8A ở huyện Hương Sơn tỉnh Hà Tĩnh, Việt Nam nối với Quốc lộ 8 (Lào) ở huyện Khamkeuth tỉnh Bolikhamxai, CHDCND Lào .
Đèo Keo Nưa ở trên biên giới giữa cặp Cửa khẩu quốc tế Cầu Treo phía Việt Nam, và cửa khẩu quốc tế Namphao ở muang Khamkeuth tỉnh Bolikhamxai, Lào.
Một số văn liệu quốc tế gọi tên là đèo Nape. Tên này xuất phát từ tên Ban Napei  ở cách đỉnh đèo cỡ 15 km về phía tây, nhưng địa danh này thường được đưa lên bản đồ quốc tế là Ban Nape và gọi đèo theo tên này.

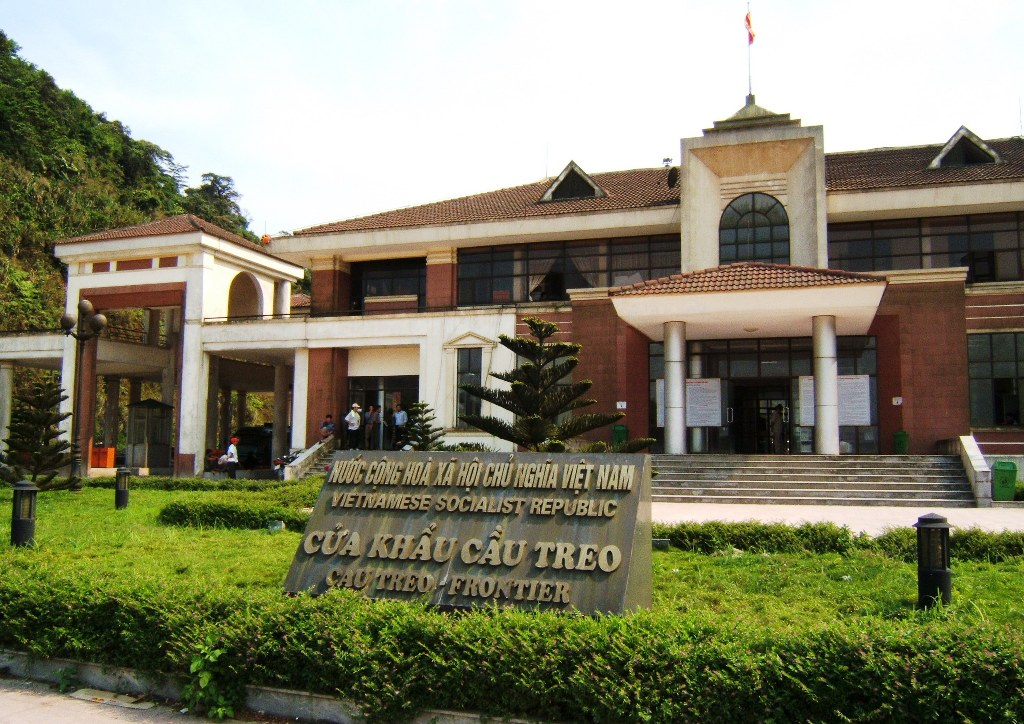
Cửa khẩu Cầu Treo năm 2005
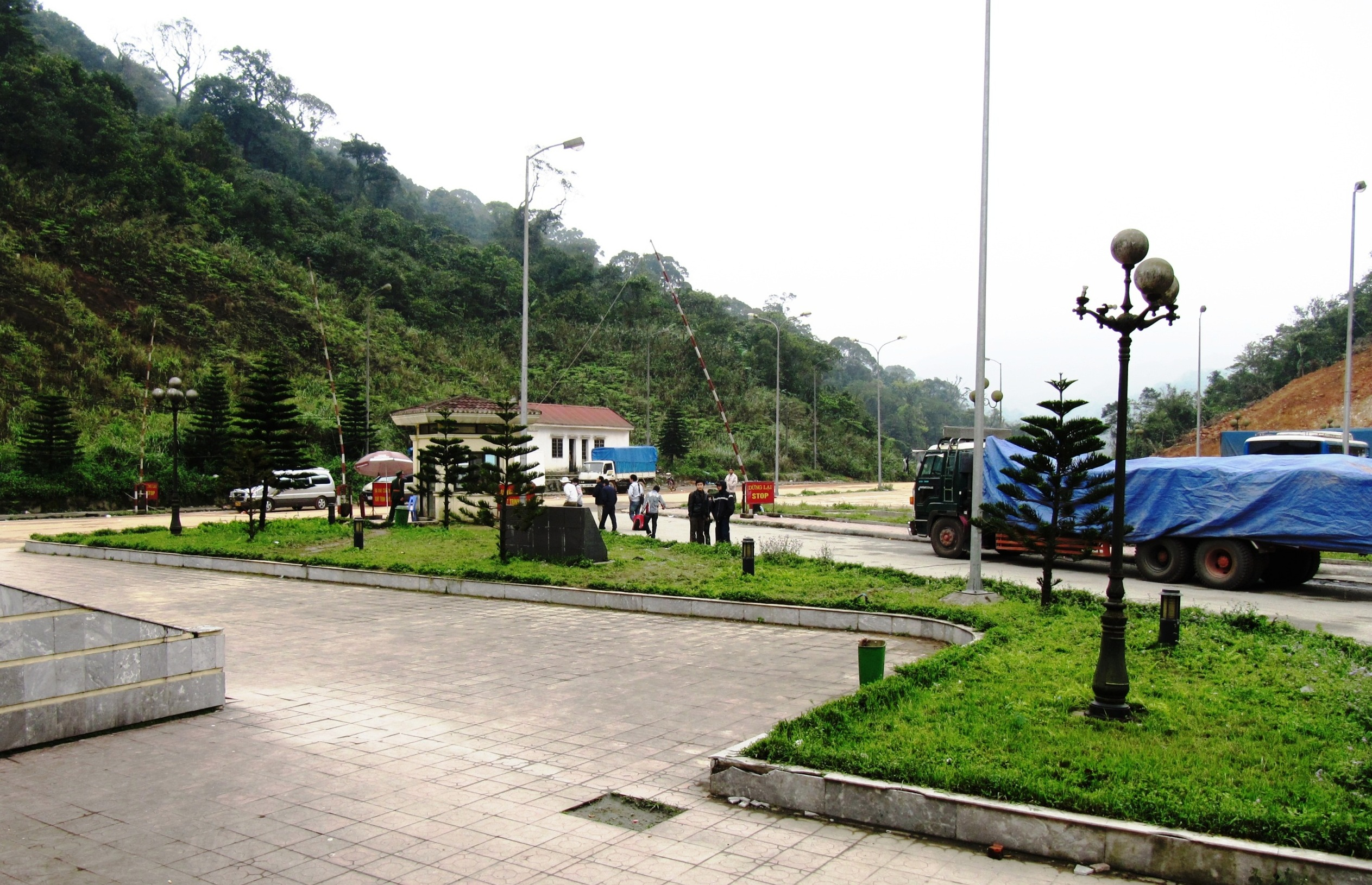
Đỉnh đèo Keo Nưa, biên giới Việt Nam - Lào
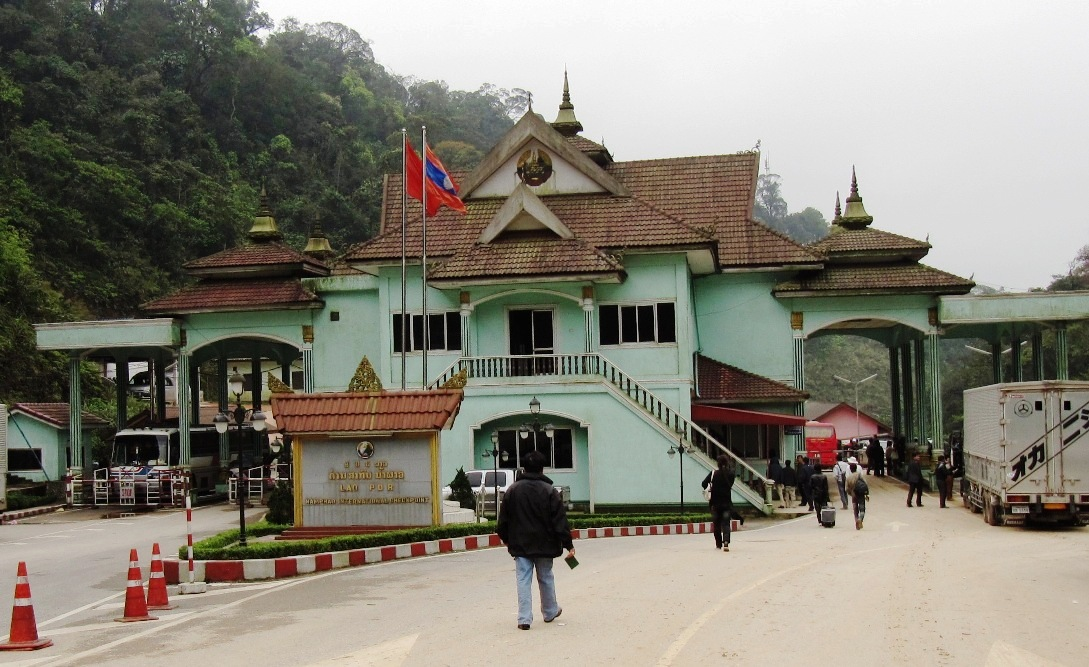
Cửa khẩu Namphao năm 2010
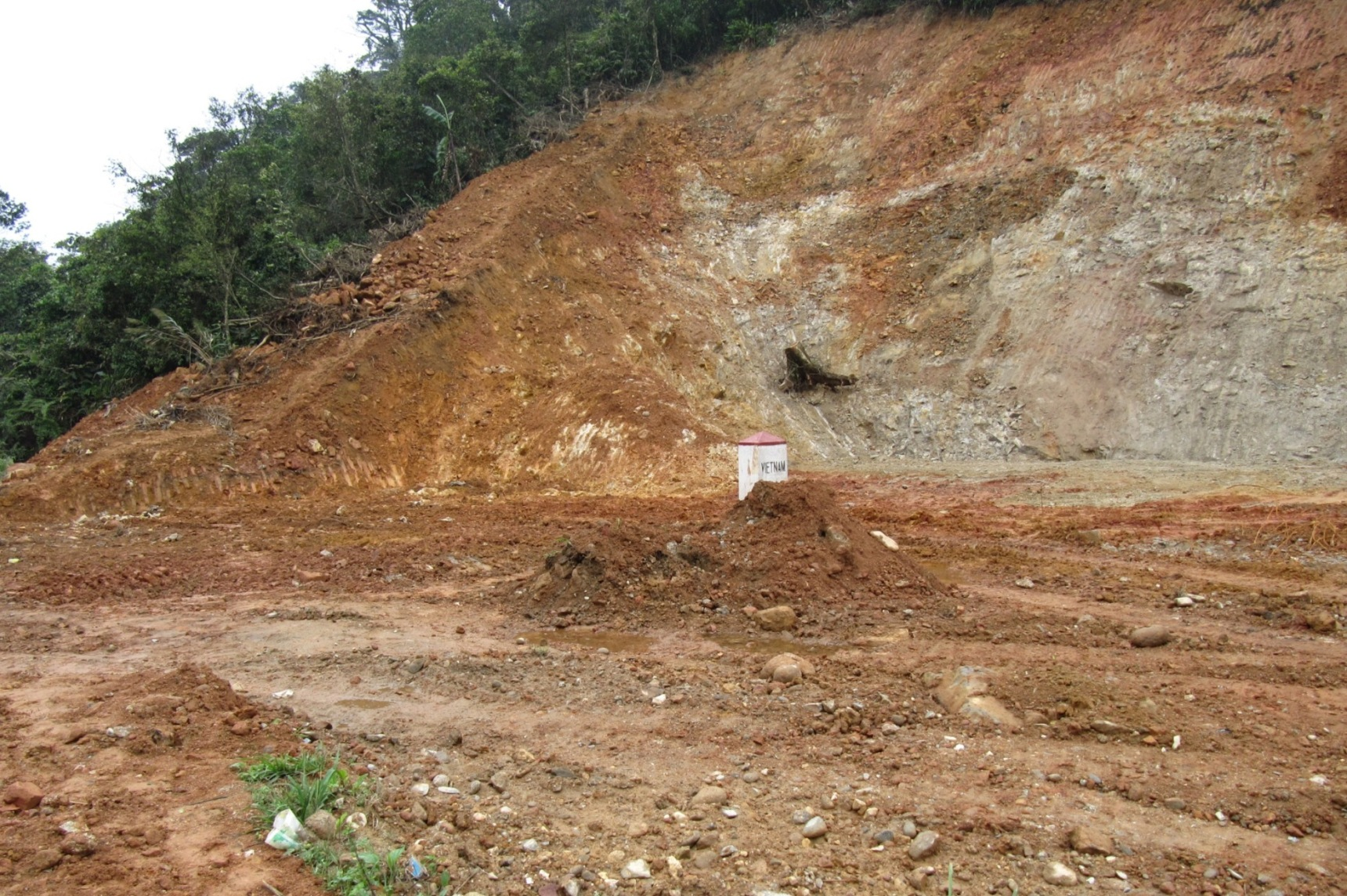
Mốc biên giới Việt Nam khi chuẩn bị xây lại, 2010

## Chỉ dẫn
- Bản Danh mục địa danh dân cư... đã ghi tên là đèo Keo Neua, là tên theo Chữ Lào Latin hóa mà người Pháp đã ghi lên bản đồ khi thành lập [3].